# Francis Mustafa
Francis Ndjali Mustafa (3 maggio 1996) è un calciatore burundese, centrocampista dello Zanaco.

## Carriera

### Nazionale
Ha esordito con la Nazionale burundese il 17 ottobre 2015 disputando l'incontro di qualificazione per la Campionato delle Nazioni Africane vinto 2-0 contro l'Etiopia.
È stato convocato per disputare la Coppa d'Africa 2019.